# Лимавади
Лимава̀ди (на английски: Limavady; на ирландски: Léim an Mhadaidh, буквени символи и звуков файл за произношение , най-близко до Лимъваа̀дий) е град в северната част на Северна Ирландия. Разположен е около река Роу в графство Лъндъндери на около 85 km северозападно от столицата Белфаст. Главен административен център на район Лимавади. Имал е жп гара от 29 декември 1852 г. до 2 май 1955 г. На около 15 km западно от Лимавади е летището на Дери. Населението му е 12 135 жители според данни от преброяването през 2001 г.

## Спорт
Представителният футболен отбор на града се казва ФК Лимавади Юнайтед. Дългогодишен участник е в Североирландската чампиъншип лига.